# Barranc de l'Estany
El barranc de l'Estany és un curs fluvial que neix a la Mola de Genessies, dins les muntanyes de Tivissa-Vandellós, al municipi de Tivissa (Ribera d'Ebre), on rep el nom de barranc de Jovara. Discorre cap al sud-oest fins a la Masia de Frides, on gira cap al sud i canvia el nom per barranc de Frides, tornant a canviar més avall el nom per barranc de l'Eixorba, fins a arribar al municipi de l'Ametlla de Mar (Baix Ebre), on rep el nom de barranc de l'Estany, fins a desembocar al mar Mediterrani, on forma el Port de l'Estany, un petit port natural.